# Armin Krug
Armin Krug (* 3. August 1963) ist ein deutscher Schauspieler. 
Bekannt wurde er 1997 in der Rolle des Polizeiobermeister Marek in der Krimikomödienserie Balko, der er bis zur Einstellung 2003 treu blieb. An seiner Seite spielten Matthias Kniesbeck und Lars Pape. Vor seinem offiziellen Einstieg bei Balko hatte er 1995, 1996 und 1997 Gastrollen.

## Serien
- 1995 Balko ("Keine Müde Mark" Gastrolle als Marek)
- 1996 Balko ("Headhunter" Gastrolle als Marek)
- 1997 Balko ("Der falsche Hase" als Nachbar)
- 1998–2003 Balko (Als Polizeiobermeister Marek in 83 Episoden bis 2003)
- 2019: Die Rosenheim-Cops – Der Schrank muss weg